# Nereid
Nereid er en af planeten Neptuns måner: Den blev opdaget den 1. maj 1949 af Gerard P. Kuiper. Den er opkaldt efter nereiderne, hav-nymferne fra fra den græske mytologi. Månen Nereid kendes desuden også under betegnelsen Neptun II (II er romertallet for 2).
Indtil man i 2002 og 2003 opdagede 5 nye Neptun-måner, havde Nereid den største baneradius blandt de kendte måner omkring Neptun: Gennemsnitsafstanden mellem Nereid og Neptun er godt 5½ million kilometer, men da dens omløbsbane er stærk excentrisk, dvs. meget "langstrakt", varierer denne afstand mellem 1,35 og godt 9,6 milloner kilometer – det er den mest langstrakte omløbsbane for nogen kendt naturlig måne i Solsystemet.

Nereids usædvanlige omløbsbane lader ane at månen muligvis er en småplanet eller et legeme fra Kuiper-bæltet der engang er blevet "indfanget" i kredsløb om Neptun. En anden mulighed er, at Nereid blev kraftigt forstyrret da Neptuns største måne Triton blev "indfanget" i et lukket kredsløb om Neptun.
Da rumsonden Voyager 2 fløj forbi Neptun og dens måner i 1989, kom den aldrig tæt nok på Nereid til at tage detaljerede nærbilleder; billederne af Nereid viser ingen overfladedetaljer, kun at der er tale om en irregulær ("kartoffelformet") klode.